# Алофс, Хенк
Хенри (Хенк) Алофс (нидерл. Henri "Henk" Alofs; 9 августа 1890, Гронинген — 4 октября 1948, Харлем) — нидерландский футболист, игравший на позиции крайнего левого нападающего, выступал в составе амстердамского «Аякса».
Позже стал бизнесменом, на протяжении более чем 30 лет проработал в Голландской Ост-Индии, был директором торговой компании «Deli-Atjeh».

## Спортивная карьера
В возрасте семнадцати лет Хенк стал членом футбольного клуба «Аякс», в то время он жил в западной части Амстердама в доме №10 по улице Овертом, а через два года с семьёй поселился в доме №14 по улице Геренмаркт в центре города. С 1908 года Алофс стал выступать за основной состав «Аякса», играя на позиции крайнего левого нападающего. Его младший брат Тео в возрасте 15 лет стал членом «Аякса», но в первой команде не играл, а позже перешёл в другой амстердамский клуб — ВРА. Отец Алофса вступил в клуб в 1912 году и был одним из многочисленных спонсоров команды.

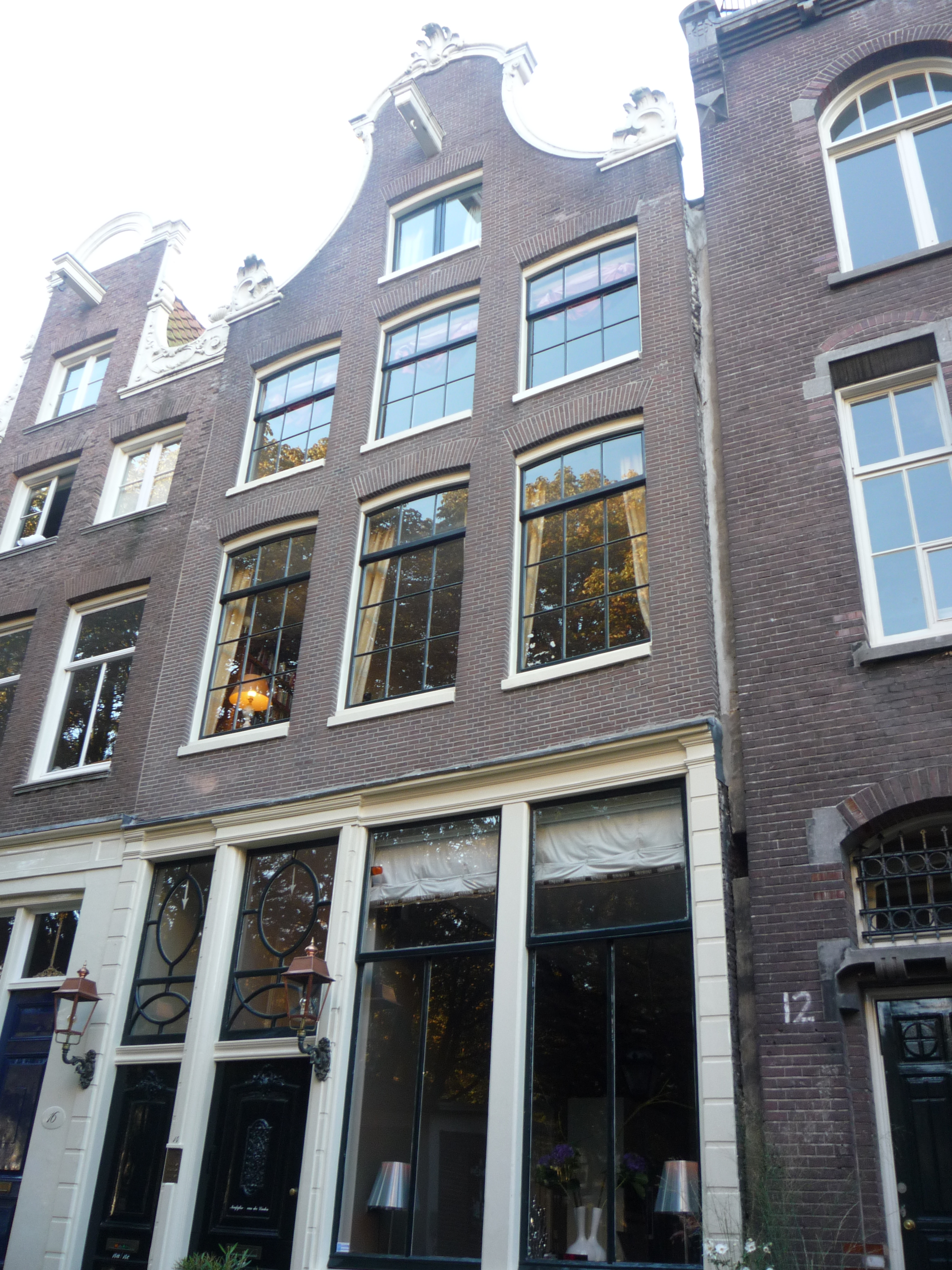
Геренмаркт 14 — дом где жила семья Хенка Алофса

В мае 1908 года Хенк был в составе команды в финале турнира «Золотой Крест», в котором «Аякс» уступил клубу «Холланд», проиграв со счётом 1:3. Алофс также играл за «Аякс 2» вместе с Луи Сейлхауэром и Франсом Схувартом. Лишь к середине сезона 1909/10 он стал чаще выступать за первую команду, но «Аякс» по прежнему выступал не в первом классе Нидерландов.
В сезоне 1910/11 «Аяксу» под руководством Джона Кируэна удалось выйти в первый футбольный класс Нидерландов. Перед началом сезона амстердамцы стали победителями турнира «Золотой Крест», обыграв в финале клуб «Волхардинг» со счётом 0:3; первый гол в игре был на счету Алофса. Однако затем клуб вылетел из розыгрыша Кубка Нидерландов, уступив в Ассене местному «Ахиллесу» с разгромным счётом 7:0.
В первом классе Нидерландов Алофс дебютировал 24 сентября 1911 года в матче против клуба ХФК. Встреча завершилась поражением «Аякса» со счётом 4:2. Хенк принял участие во всех восемнадцати матчах чемпионата, но так и не смог забить ни одного гола. В дебютном сезоне на высшем уровне «Аякс» финишировал на восьмом месте в западной группе первого класса.
Последний матч в составе «Аякса» Хенк провёл 6 октября 1912 года против команды «Велоситас». Так как уже было известно, что футболист вскоре должен уехать работать в Голландскую Ост-Индию, то руководство клуба после матча подарило ему венок на память. Матч закончился со счётом 4:0 в пользу «Аякса». Со следующего сезона Алофс стал почётным членом клуба и остаётся им и по сей день.

## Личная жизнь
Хенк родился в августе 1890 года в городе Гронинген. Отец — Эдюард Германнюс Францискюс Алофс, был купцом мануфактурщиком, мать — Тереза Мария Германия Синниге, была родом из Амстердама. Хенк был вторым ребёнком в семье — у него было четыре брата, которые дожили до старости, ещё двое детей в семье умерли в младенчестве. В конце 1890-х годов семья Алофса переехала из Роттердама в Амстердам.
Алофс был женат на Якобе Элше Кастенс, уроженке города Сигли с острова Суматра. Их брак был зарегистрирован 4 июля 1922 года в городе Паданг. Родители супруги были родом из Нидерландов. В июне 1923 года в городе Лангса у них родилась дочь — Элше Терезия. Она с детства занималась плаванием и участвовала в различных местных соревнованиях, а также играла в водное поло.
Хенк умер 4 октября 1948 года в возрасте 56 лет в Харлеме. Незадолго до этого он прибыл в город на лечение. После смерти супруга, жена Алофса вышла замуж за бухгалтера Даниэла Радеккера, а дочь Элше в итоге вышла замуж за племянника нового супруга матери.